# Plaza Stanislas
La plaza Stanislas se encuentra ubicada en la ciudad de Nancy, al este de Francia, en la región de la Lorena. Está declarada, junto con las plazas de la Carrière y d'Alliance de la misma ciudad, Patrimonio de la Humanidad por la Unesco desde 1983. 

## Historia
La plaza fue un proyecto mayor en el planeamiento urbanístico imaginado por Estanislao I Leszczynski, duque de Lorena y anterior rey de Polonia-Lituania, como una forma de unir la antigua ciudad medieval de Nancy y la nueva ciudad construida por Carlos III en el siglo XVII. La plaza sería también una place royale en honor de su yerno, el rey de Francia Luis XV. El diseño unía dos hermosos edificios que ya existían, el Hôtel de Ville, hoy centrado en su gran plaza, y el Hôtel du Gouvernement. La sede del gobierno municipal y la sede del gobierno ducal quedaban frente a frente como complementos a través de una serie de espacios urbanos racionales, simétricos, y aun así variados y sin parangón en la Europa de su época.
La plaza y los edificios que la rodeaban, unificados por su orden colosal, fueron diseñados por el arquitecto real Emmanuel Héré de Corny (1705-63). La construcción comenzó en marzo de 1752 y acabó en noviembre de 1755. En su inicio fue nombrada Plaza Real Luis XV y fue una de las primeras plazas reales de Francia. Barthélémy Guibal y Paul-Louis Cyfflé crearon una estatua de bronce de Luis XV, que se alzó en el medio de la plaza hasta que fue quitada durante la Revolución y reemplazada con una simple figura alada. La plaza fue rebautizada con el nombre de Place du Peuple («Plaza del Pueblo»), y más tarde Place Napoléon («Plaza Napoleón»). En 1831, una estatua de bronce de Stanisław (Stanislas en francés) fue colocada en el medio de la plaza, desde entonces conocida como la Place Stanislas («Plaza Estanislao»), en honor al último duque de la Lorena que la edificó y que realizó grandes obras de beneficencia en Nancy, ciudad que adoptó y embelleció.
La plaza ha sido usada siempre para reuniones y festividades públicas, pero ha padecido varias remodelaciones a lo largo de su historia, sirviendo incluso como aparcamiento entre 1958 y 1983. Fue restaurada en (2004-2005) por su aniversario 250 ocasión que dio lugar a un año de celebraciones en toda la ciudad nombrado Le temps des lumières («El tiempo de las luces»). Esta gran restauración se inspiró en los planes originales del siglo XVIII. El proyecto de diez meses costó aproximadamente 9 millones de euros. La inauguración de la nueva Plaza Stanislas en mayo de 2005 coincidió con el 250.º aniversario de la plaza.

## Características
Los arquitectos Emmanuel Héré y Jacques-François Blondel fueron los encargados de su diseño, tiene unas proporciones de (106 x 124 M) y está rodeada por sus esquinas de una herrería monumental recubiertas de hojas de oro y que fueron obra del escultor Jean Lamour, en su centro donde antes se alzaba la majestuosa estatua de Luis XV hoy se alza la estatua en bronce de Stanislas Leszczyński obra del premio de Roma Jacquot de pie con una mano levantada señalando el arco de triunfo que también el construyó para su yerno.
La plaza es el centro neurálgico e histórico de Nancy la rodean importantes edificios que además forman parte de su conjunto como:
- L’Hotel de Ville, (Ayuntamiento).
- El Hotel de la reina
- El Teatro de la Opera
- El Museo de Bellas Artes

La plaza real hoy plaza Stanislas de Nancy es más que una simple plaza, es un conjunto arquitectónico único en su época que reagrupaba en un centro las más importantes instituciones abriéndose como un corredor a través de la plaza de la Carrière entre la nueva ciudad y la ciudad medieval.